# Persulaht
Persulaht ist ein natürlicher See in der Landgemeinde Saaremaa im Kreis Saare, auf der größten estnischen Insel Saaremaa. Einen Kilometer vom 4,3 Hektar großen See entfernt liegt der Ort Viltina und 210 Meter entfernt die Ostsee. Der See liegt im Kahtla-Kübassaare hoiuala.